# Sascha Rösler
Sascha Rösler (Tettnang, 28 ottobre 1977) è un ex calciatore tedesco, di ruolo centrocampista.

## Carriera
Inizia a giocare con il TSV Meckenbeuren. Nel 1998 si trasferisce nell'Ulm dove si mette in mostra aiutando la squadra a centrare due promozioni di fila che portano la squadra addirittura in Bundesliga. Nel primo anno colleziona 26 presenze e nessun gol e non riesce a salvare la squadra dall'immediata retrocessione.
Nel 2001 passa al Monaco 1860 da cui viene dopo tre mesi ceduto in prestito al Rot-Weiss Oberhausen (21 presenze, 5 gol). L'anno successivo cambia ancora squadra: approda infatti al Greuther Furth dove gioca per 74 volte segnando 29 reti.
Nel 2005 passa all'Alemannia Aachen ottenendo la promozione in Bundesliga. Anche nel massimo torneo tedesco viene schierato stabilmente nella formazione titolare segnando anche 5 reti.
Nell'estate 2007 il Borussia Mönchengladbach, appena retrocesso in Zweite Bundesliga, lo acquista per 500.000 euro e gli affida la maglia numero 10 lasciata dall'argentino Federico Insúa nonché il ruolo di vice-capitano dopo Oliver Neuville. Già nella prima giornata del campionato 2007-2008 Rösler va a segno salvando il Borussia dalla sconfitta contro il Kaiserslautern.

## Palmarès

### Club

#### Competizioni nazionali
- Campionato tedesco di seconda divisione: 1

Borussia Mönchengladbach: 2007-2008